# Ведишев Михайло Васильович
Михайло Васильович Ведишев (рос. Михаил Васильевич Ведышев; 27 червня 1955, Алмазово, Саратовська область, Росія — 22 серпня 2019, Москва, Росія) — радянський і російський режисер, сценарист, художник і прозаїк. Найбільш відомий своїми фільмами «Кому на Русі жити...» і «Бурса». Почесний кінематографіст Росії (1996).

## Біографія
У 1974 року закінчив Пензенське художнє училище за спеціальністю «театральний художник-декоратор».
У 1983 року закінчив режисерський факультет Всесоюзного державного інституту кінематографії (майстерня Марлена Хуцієва).
З 1983 року працював режисером-постановником Кіностудії ім. М. Горького. У 1985 року випустив свій перший повнометражний фільм «Угода».
Його дипломна работа «Нариси бурси» була дознята і вийшла в прокат у 1991 році під назвою «Бурса».
В останні роки працював художнім керівником вистав Володимирського академічного театру драми.

## Фільмографія
Режисер-постановник:
- «Прялини» (1978, к/м, Приз за екранізацію XIII кінофестивалю ВДІК, 1981)
- «Нічь» (1978, к/м)
- «Нариси бурси» (1983, к/м)
- «Угода» (1985, Другий приз журі Гаванського кінофестивалю[en])
- «Мандрівник» (1987)
- «Кому на Русі жити...» (1989)
- «Бурса» (1990)
- «Сиджу на нарах, як король» (1992, док.)
- «Кром'» (2006, т/с, 8 с.)
- «Своя чужа сестра» (2006)

Сценарист:
- «Прялини» (1978, к/м)
- «Нариси бурси» (1983, к/м)
- «Бурса» (1990)
- «Сиджу на нарах, як король» (1992, док., у співавт. з В. Романовим[ru])

Актор:
- «Нічь» (1978, к/м)
- «Сиджу на нарах, як король» (1992, док., камео)